# Mikho Mossulishvili

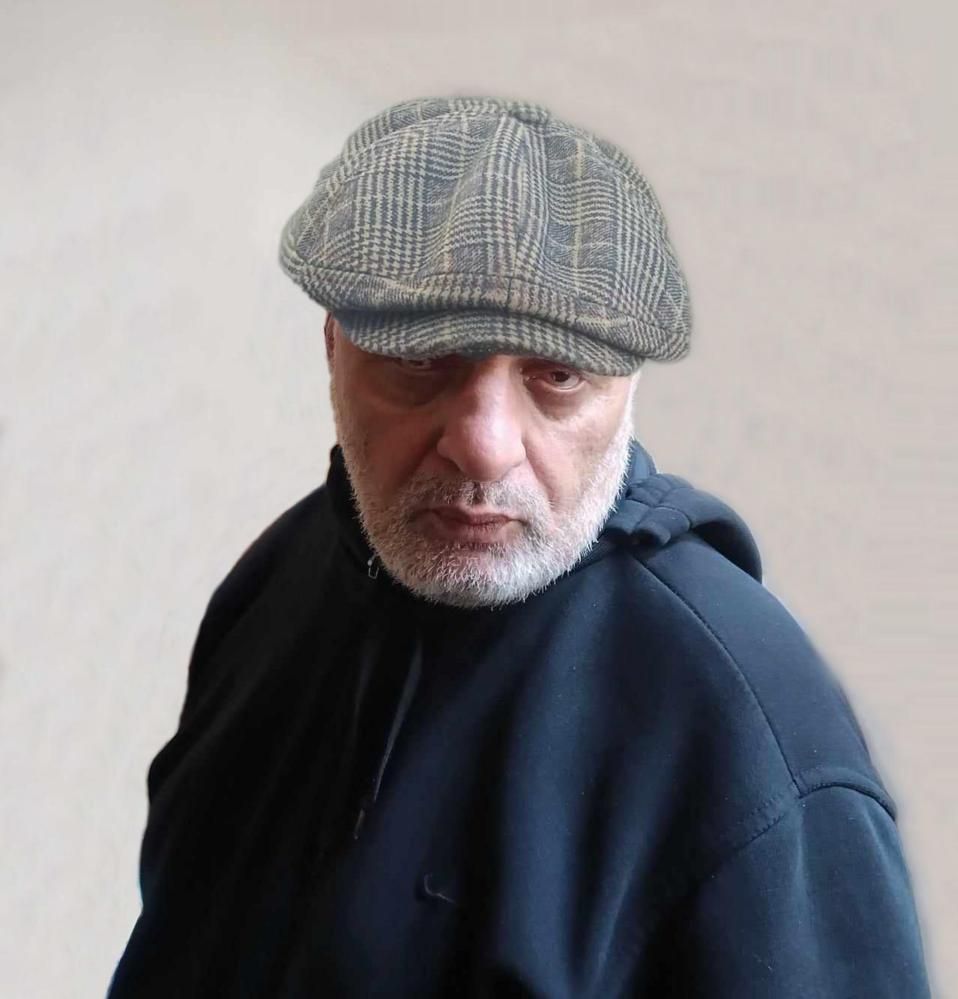
Mikho Mosulishvili, 2024

Mikho Mossulishvili (in georgiano: მიხო მოსულიშვილი; Arashenda, 10 dicembre 1962) è uno scrittore, drammaturgo e sceneggiatore georgiano.

## Biografia
Mikho Mossulishvili si è laureato nella facoltà di Geologia e Geografia dell'Università statale di Tbilisi nel 1986, con la qualifica di ingegnere geologo. Tra il 1981 e il 1984 frequentò il corso di laurea breve in Drammaturgia Cinematografica (classe di Erlom Ahvlediani e Davit Agiashvili). Dopo aver lavorato per un breve periodo come geologo, proseguì come giornalista, scrivendo per vari periodici georgiani. È autore di romanzi, racconti, opere teatrali in lingua georgiana nonché traduttore di tre romanzi di Boris Akunin e delle Vite dei dodici Cesari di Svetonio; ha anche tradotto dall'italiano. Le sue pièce, messe in scena da vari teatri georgiani, sono state presentate anche in versioni radiofoniche e televisive. Alcune delle sue opere sono tradotte in lettone, inglese tedesco, armeno e russo. 
La sua opera principale, il romanzo picaresco Il volo senza una botte, è uno dei best seller della narrativa georgiana contemporanea.
Il libro biografico di Mikho Mossulishvili su Vazha-Pshavela presenta una nuova visione della vita del poeta e del suo stile unico. Il libro è fondamentalmente fatto di riflessioni dell'autore su cinque opere del poeta, Aluda Ketelauri (1888), Bakhtrioni (1892), L'ospite (1893), La vendetta (1897), Il mangiatore di serpente (1901)) e sono basate sul principio della sezione aurea. Mikho Mossulishvili cerca le origini della profondità e del fascino del pensiero di Vazha-Pshavela nella mitologia georgiana, il che fa dell'opera del poeta un fenomeno del tutto particolare per la letteratura mondiale.
Il suo romanzo Bendela (2003) parla di un giovane calciatore georgiano, coinvolto nella guerra degli anni Novanta fra esercito regolare georgiano e separatisti abcasi. Nonostante il promettente futuro nel mondo del calcio, lo sportivo decide di tornare al fronte dove perde tragicamente la vita.
Il suo sito personale contiene un blog.

## Vita privata
Mikho Mossulishvili è sposato e ha una figlia.

## Opere

### Romanzi scritti in georgiano
- Il cavaliere dei tempi senza tempo[9] (il romanzo che racconta la vita di sette generazioni della famiglia Andronikashvili), 1999
- Il volo senza una botte (romanzo picaresco, racconta la vita degli emigranti georgiani in Germania), 2001, ISBN 99928-914-2-4
- Bendela (romanzo documentario dedicato all'eroe della guerra in Abkhazia e grande calciatore, Zaza Bendeliani), 2003, ISBN 99928-39-69-4
- Vazha-Pshavela[10], dalla collana Biografie Illustrate della Casa editrice Pegasi, 2011, ISBN 978-9941-9179-6-7
- Un grande orso[11] (Storia della montagna con un prologo e un epilogo), 2013, ISBN 978-9941-451-14-0

### Raccolte di racconti
- Affreschi di un giorno con la luna[12], 1990
- Spazio in verticale[13], 1997
- I cigni sotto la neve[14], 2004, ISBN 99940-29-30-4
- Nel chiarore della neve[15], (il racconto su Pore Mosulishvili, partigiano georgiano al quale fu conferita la Medaglia d'oro al valor militare alla memoria), 2006

### Sceneggiature cinematografiche
- Commemorate me, David... (David IV, Aghmachenebeli), (2010), sceneggiatura per il documentario di Géorge Ovashvili[16].

### Sceneggiature televisive
- Il mio Amico Hitler, coautore della sceneggiatura con Andro Enukidze (dall'omonima opera di Yukio Mishima), per il primo canale della televisione georgiana, regia di Andro Enukidze - 1999
- La notte delle piccole stelle (una fiction televisiva in 45 puntate), coautore della sceneggiatura, per il primo canale della televisione georgiana, regia di Andro Enukidze - 2000

### Sceneggiature radiofoniche
- L'uomo del bosco, (1987), regia di Badri Mikashavidze
- Il ragno, (1988), regia di Badri Mikashavidze
- La morte di Guaram Mampali, (1989), regia di Badri Mikashavidze
- Il ballo con i morti (un thriller comico), (2010), regia di Zurab Kandelaki

### Teatro
- Il tredicesimo sperimentale (coautore Andro Enukidze), (tragicommedia) — Teatro dei non vedenti di Tbilisi “Avtandil Tsikhishvili”, regia di Alexander Labadze, 2002
- Esercito bianco (tragicommedia) — Teatro Onda Bianca di Sokhumi, regia di George Ratiani, 2005
- Fiaba rubata di Capodanno - Teatro statale “Ak'ak'i Tsereteli” (Ch'iatura, Georgia), regia di Soso Nemssadze, 2008.
- Enki-Benki (La rivoltella allegra) - Teatro per bambini, Tbilisi, regia di Natia Kavssadze, 2008
- L'oca di Natale alle mele (thriller comico) – “La Cantina Teatrale in Vake”, Tbilisi, regia di Guram Bregadze, 2009
- Quasi Picasso, un po' di Bosch, da destra (sette pièce, Saari, Tbilisi), 2010, ISBN 978-99940-60-87-0
- Non essere schiavo di chiunque altro che Dio — Nel centro culturale della città di Rustavi, regia di Gega Kurtsikidze, 2010
- Vazha-Pshavela o osservazione dello sconosciuto, Teatro di attori di film di Mikhail Tumanishvili, regia di Khatuna Milorava, 2013
- La mia pettirosso (commedia triste, troppo triste), Teatro municipale della città di Bolnisi, regia di Zurab Kvedelidze, 2013; Tbilisi teatro accademico di K. Mardzhanishvili, regia di Khatuna Milorava, 2014; Teatro di dramma di stato della città di Khulo, regia di Gega Kurtsikidze, 2016
- Un Gatto e un Trogoderma granarium (una tragicommedia d'incubo in un atto, con "Matrimonio e funerale Orkestr e Goran Bregović") — teatro Municipalità di Gurjaani di Velistsikhe, il direttore Omar Kakabadze, 2017

### Traduzioni
- Boris Akunin, La regina d'inverno, 2004, ISBN 99940-745-8-X
- Boris Akunin, Gambetto turco, 2006, ISBN 99940-42-07-6
- Boris Akunin, Assassinio sul Leviathan, 2006, ISBN 99940-53-21-3
- Gaio Svetonio Tranquillo, Vite dei Cesari, 2011, ISBN 978-9941-9206-1-5
- Henry Gidel, Picasso, 2013, ISBN 978-9941-444-13-5
- Guglielmo Ferrero, Gaio Giulio Cesare, 2016, ISBN 978-9941-444-26-5

## Premi e riconoscimenti internazionali
- 1998 — Medaglia d'Onore[17] (assegnata a cittadini georgiani per un contributo rilevante nella vita sociale e culturale del paese).
- 2005 — Secondo premio del Concorso Internazionale di Letteratura di Mosca 'Bekar' (lavori letterari sulla musica) nella categoria "Jazz e Rock: prosa"; per il racconto Urakparaki (traduzione in russo di Maja Biriukova)
- 2006 — Premio del Concorso Internazionale di Letteratura, Atene
- 2007 — Khertvisi (il premio letterario) per racconto Ieri sera sulla Battaglia di Didgori
- 2011 — Gala (premio letterario) per il libro biografico Vazha-Pshavela[18]
- 2012 – Premio d'argento per il romanzo di Helessa, il premio di efficacia di marketing di Summit. Nomination, Budget a basso costo, Portland, Oregon, Stati Uniti
- 2012 – Fondo M. Tumanishvili, Teatro degli Attori di Tumanishvili e Ufficio del Sindaco di Tbilisi Premio Concorso per i nuovi giochi georgiani per il 2012, per il gioco mitologico-rituale Vazha-Pshavela, o Vedere l'invisibile
- 2015 – Premio del cinema nazionale georgiano per sceneggiature cinematografiche per Kakutsa il 100 ° anniversario della Repubblica democratica georgiana